# Langues bicol
Pour les articles homonymes, voir Bikol.
Les langues bicol ou langues bikol sont des langues austronésiennes qui constituent une macro-langue (un groupe de langues intercompréhensibles), parlées aux Philippines, notamment dans la péninsule de Bicol sur Luçon, par 3 648 900 locuteurs.

## Présentation

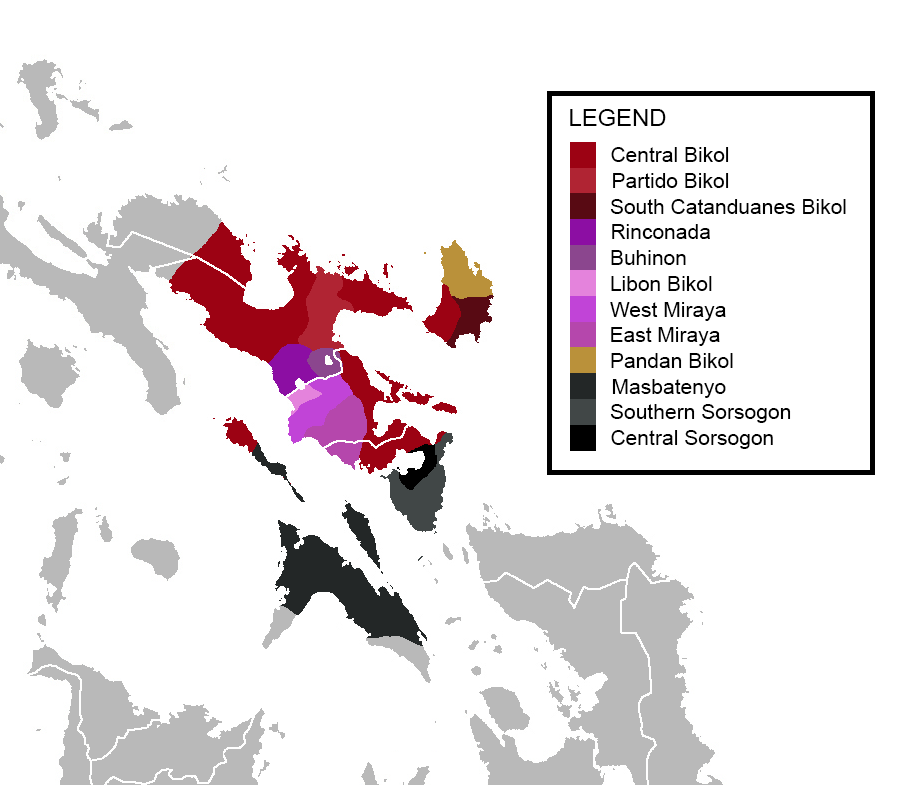
Répartition géographique des principales langues bicol dans la région de Bicol.
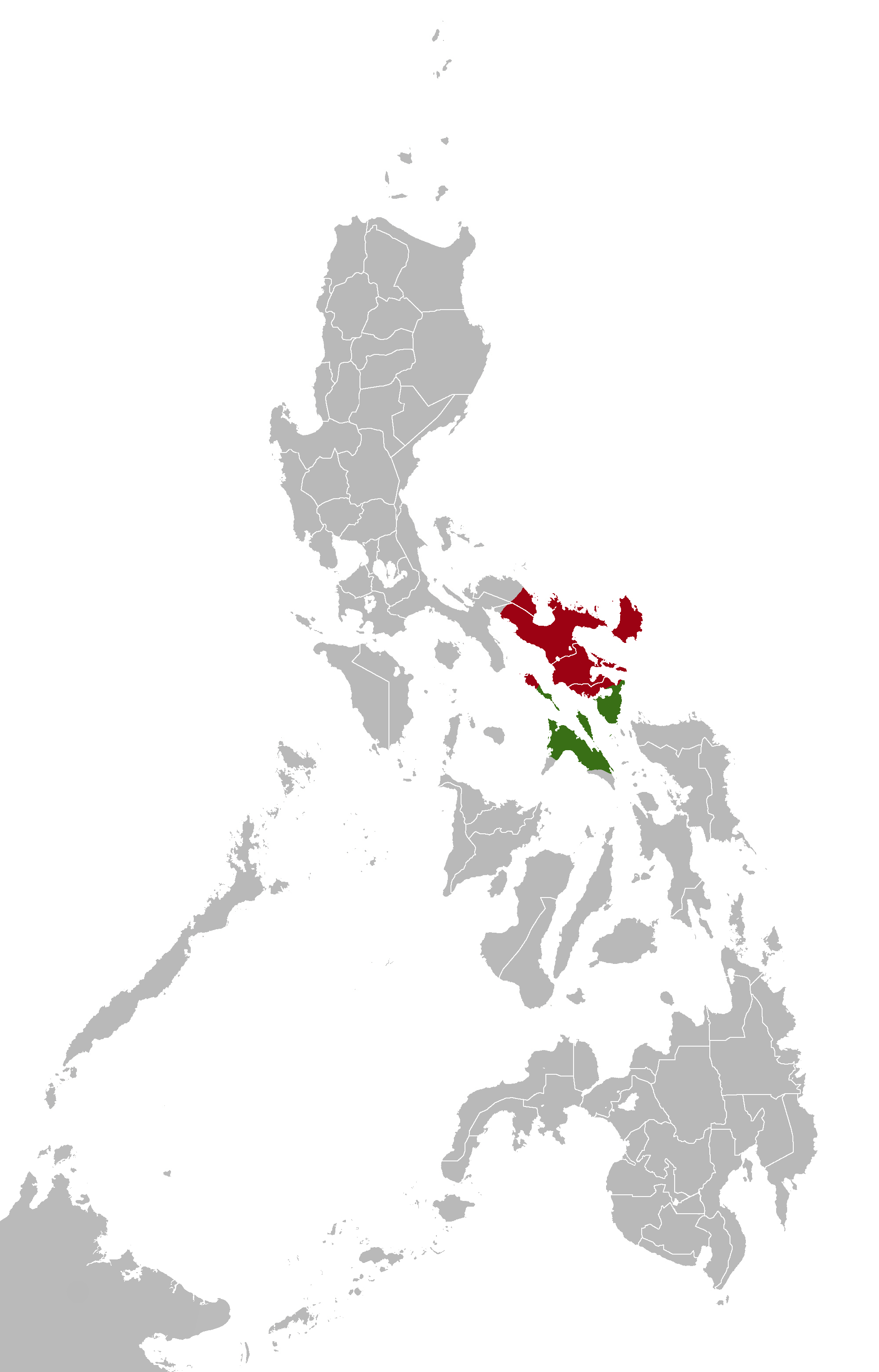
Localisation des langues bicol (en rouge).